# Telephium imperati
Telephium imperati är en kransörtsväxtart som beskrevs av Carl von Linné. Telephium imperati ingår i släktet Telephium och familjen kransörtsväxter.

## Underarter
Arten delas in i följande underarter:
- T. i. orientale
- T. i. pauciflorum
- T. i. pauciflorum

## Bildgalleri

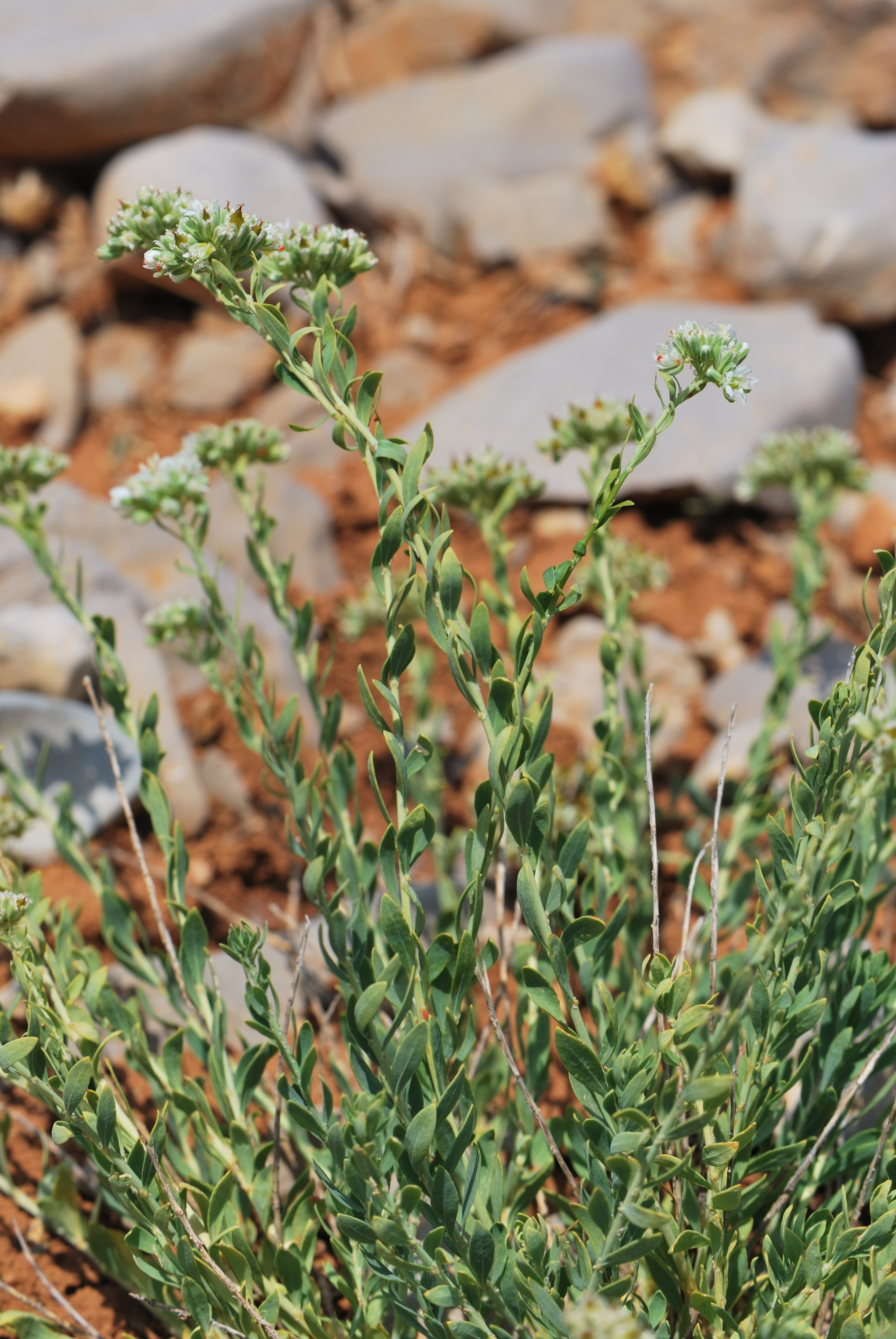
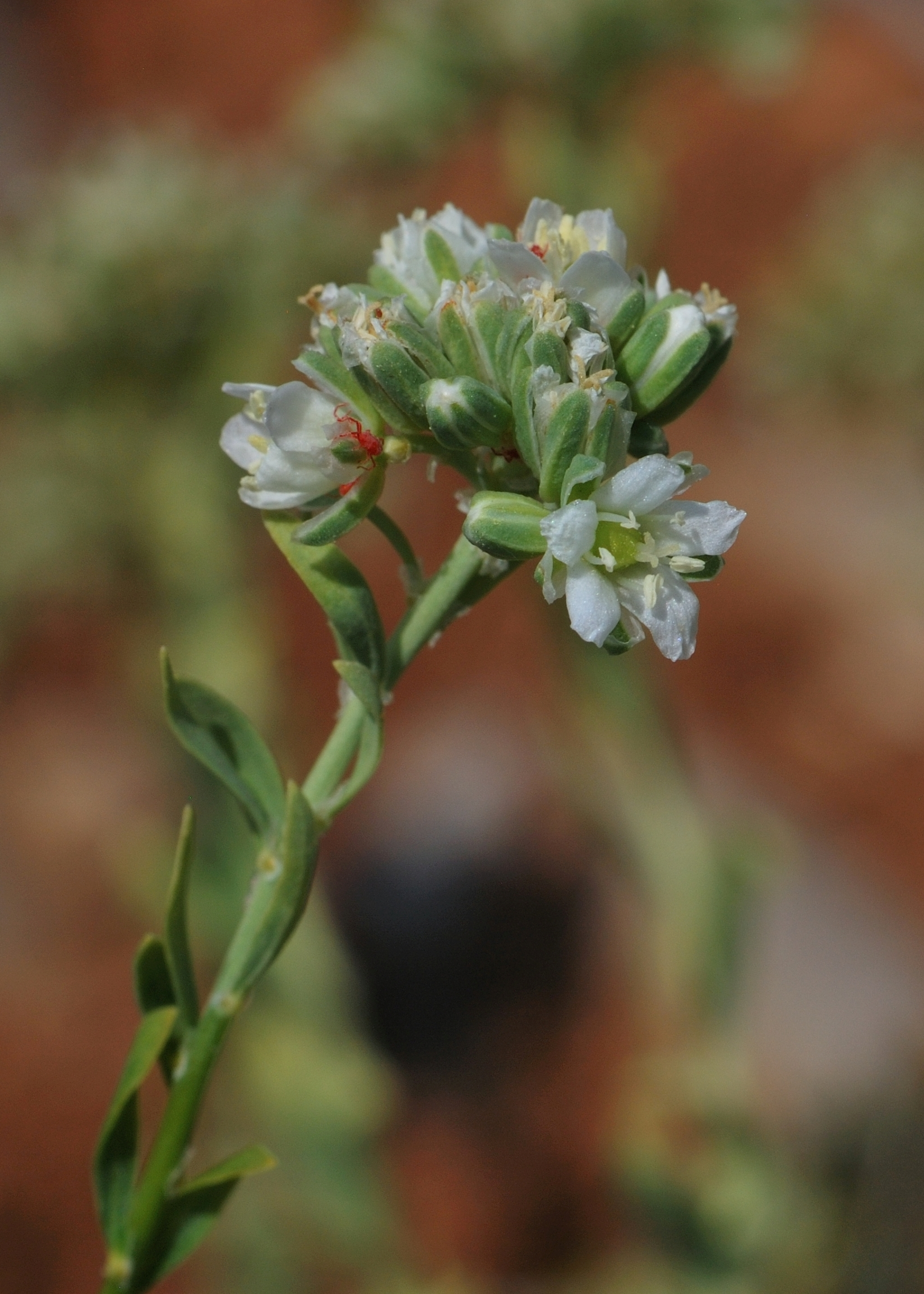